# Pobuđe
Pobuđe är ett samhälle i Bosnien och Hercegovina.   Det ligger i entiteten Republika Srpska, i den östra delen av landet, 70 km nordost om huvudstaden Sarajevo. Pobuđe ligger 396 meter över havet och antalet invånare är 1 470.
Terrängen runt Pobuđe är kuperad. Närmaste större samhälle är Milići, 6,6 km sydväst om Pobuđe.
Omgivningarna runt Pobuđe är en mosaik av jordbruksmark och naturlig växtlighet. Runt Pobuđe är det ganska tätbefolkat, med 67 invånare per kvadratkilometer.